# 남영희
남영희(南英姬, 1971년 11월 15일~)는 대한민국의 정당인이다.
부산광역시 출신으로 인하공업전문대학 항공운항학과를 나온 후 6년 동안 승무원 생활을 했다. 2002년 노무현 민주당 대통령 후보의 선거운동에 참여하면서 노사모(노무현을 사랑하는 사람들의 모임), 개혁정당 등에서 활동했다. 2018년 3월부터 2019년 10월까지 문재인 정부 청와대 행정관을 지냈다. 이후 대통령 직속 국가균형발전위원회 국민소통특별위원으로 활동하였다.

## 학력
- 부산진여자고등학교 졸업
- 인하공업전문대학 항공운항과 전문학사
- 한국방송통신대학교 영문학 학사 학위
- 연세대학교 행정대학원 정치학 석사 학위

## 경력
- 대한항공 승무원
- <이텀컨설팅> 수석컨설턴트
- 노사모 회원
- 민주당 중앙당 부대변인
- 제18대 대통령 선거 문재인 시민캠프 경기조직 팀장
- 제19대 대통령 선거 문재인 국민주권선거대책위원회 부대변인
- 청와대 대통령비서실 총무비서관실 행정관
- 청와대 대통령비서실 행정요원
- 국가균형발전위원회 국민소통특별위원
- 유엔 해비타트 수석전문위원
- 고양창안센터 운영위원
- 더불어민주당 경기도당 고양시 을 지역위원회 여성위원장
- 더불어민주당 경기도당 교육연수부위원장
- 더불어민주당 중앙위원
- 더불어민주당 언론홍보특별위원회 부위원장
- 더불어민주당 중앙당 부대변인
- 더불어민주당 정책위원회 부의장
- 2020.05 ~: 더불어민주당 인천광역시당 동구·미추홀구 을 지역위원회 위원장
- 2020.09 ~ 2022.08: 더불어민주당 상근부대변인
- 2021.11 ~ 2022.03: 더불어민주당 중앙당 선거대책위원회 대변인
- 2022.10 ~ 2023.11: 민주연구원 부원장
- 2022.10 ~ : 더불어민주당 홍보위원회 부위원장
- 2022.10 ~ : 더불어민주당 당원존 소통관장

## 저서
- 《따뜻한 카리스마》. 맹그로브숲. 2019년. ISBN 9788998550042

## 역대 선거 결과
|  | 25.54% |

|  | 40.44% |

|  | 49.55% |